# マレーヴ・ハンガリー航空
マレーヴ・ハンガリー航空（マレーヴ・ハンガリーこうくう、マジャル語：Malév, Magyar Légiközlekedési Vállalat）とは、ハンガリーのブダペストに本社がある航空会社で、ハンガリーの「フラッグ・キャリア」であった。
2012年2月にブダペスト首都裁判所より破産宣告と会社清算命令が下され、すべての便の運航を停止し、会社は消滅した。

## 歴史

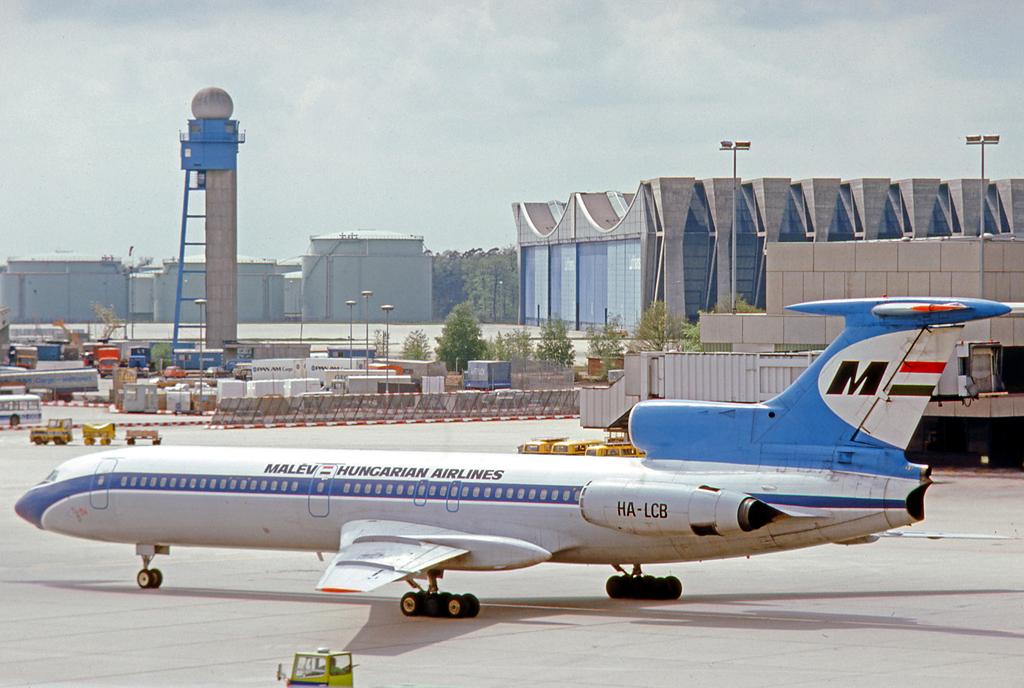
社会主義政権時代のTu-154

ハンガリーで20世紀初頭（記録に残る最初の会社はオーストリア・ハンガリー帝国時代の1910年設立）から民間航空が行われていたが、第二次世界大戦により全て中断された。戦後、1946年3月29日に "マジャル語：Magyar–Szovjet Polgári Légiforgalmi Rt.  英語訳：Hungarian-Soviet Civil Air Transport Joint Stock Company"（ハンガリー・ソヴィエト民間航空輸送合弁持株会社）として設立され、1956年11月25日にハンガリー政府がソビエト連邦が持つ同社の株式を全て購入し、現在のマレーヴ・ハンガリー航空が成立した。その後も大部分の株式をハンガリー政府が所有する国営航空会社としての営業を続けていた。また、2007年4月1日には、国際航空連合の一つであるワンワールドに日本航空（JAL）やロイヤル・ヨルダン航空とともに正式加盟した。
2010年には、246億フォリントの経営赤字に陥り、2012年には600億フォリント（約207億円）の負債を抱え、ハンガリー政府が破産回避と事業存続の為に、支援策を取りまとめるなどしていたが、政府による追加の公的支援が欧州連合（EU）の欧州委員会により禁止され、また、取引先から代金の前払いを求められるなど、資金繰りがさらに悪化した。2012年2月3日、ハンガリーの現地時間・午前6時（日本時間・同日午後2時）に、全ての運航を停止した。その後、同年2月14日、ブダペスト首都裁判所より破産宣告と会社清算命令が下され、事実上倒産、ワンワールドからも脱退した。また、同社の倒産1週間前には、スペインのスパンエアー（スターアライアンス）が運航停止になったばかりだった。
フラッグ・キャリアが倒産してしまったハンガリーでは、現在は格安航空会社（LCC）のウィズエアー(W!zz Air)が同国唯一の定期旅客便を運航する航空会社となっている。

## 運航路線
ハンガリーの首都ブダペストにあるフェレンツ・リスト国際空港を拠点に、ヨーロッパ域内を中心に路線網を持っていた。同社の公式サイトによると、現在は34ヶ国・50都市に同社の航空路線があるとしている（季節運航を含む）。また、夏季の保養地として知られるバラトン湖に近いシャールメッレーク国際空港 (en:Sármellék International Airport) からは春から秋までドイツのベルリンとシュトゥットガルトへ運航していた。なお、同空港とフェレンツ・リスト国際空港を結ぶ路線の設定はなく、同社を含めハンガリーでは全ての航空路線が国際路線となる。
現在、日本への定期便運航はしていないが、過去にはチャーター便として頻繁に飛来していた時期もあった。

## 就航都市
| マレーヴ・ハンガリー航空 就航都市 (2010年2月現在) | マレーヴ・ハンガリー航空 就航都市 (2010年2月現在) | マレーヴ・ハンガリー航空 就航都市 (2010年2月現在) | マレーヴ・ハンガリー航空 就航都市 (2010年2月現在) | マレーヴ・ハンガリー航空 就航都市 (2010年2月現在) |
| ------------------------------------------------- | ------------------------------------------------- | ------------------------------------------------- | ------------------------------------------------- | ------------------------------------------------- |
| 国                                                | 都市                                              | 空港                                              | 備考                                              |                                                   |
| ヨーロッパ                                        |                                                   |                                                   |                                                   |                                                   |
| ハンガリー                                        | ブダペスト                                        | フェレンツ・リスト国際空港                        | ハブ空港                                          |                                                   |
| ベルギー                                          | ブリュッセル                                      | ブリュッセル国際空港                              |                                                   |                                                   |
| ブルガリア                                        | ソフィア                                          | ソフィア空港                                      |                                                   |                                                   |
| ブルガリア                                        | ヴァルナ                                          | ヴァルナ空港                                      |                                                   |                                                   |
| チェコ                                            | プラハ                                            | ルズィニエ国際空港                                |                                                   |                                                   |
| デンマーク                                        | コペンハーゲン                                    | コペンハーゲン国際空港                            |                                                   |                                                   |
| フランス                                          | パリ                                              | シャルル・ド・ゴール国際空港                      |                                                   |                                                   |
| ドイツ                                            | ベルリン                                          | ベルリン・テーゲル空港                            |                                                   |                                                   |
| ドイツ                                            | フランクフルト                                    | フランクフルト空港                                |                                                   |                                                   |
| ドイツ                                            | ハンブルク                                        | ハンブルク国際空港                                |                                                   |                                                   |
| ドイツ                                            | シュトゥットガルト                                | シュトゥットガルト空港                            |                                                   |                                                   |
| ギリシャ                                          | アテネ                                            | アテネ国際空港                                    |                                                   |                                                   |
| ギリシャ                                          | テッサロニキ                                      | テッサロニキ・マケドニア国際空港                  |                                                   |                                                   |
| アイルランド                                      | ダブリン                                          | ダブリン空港                                      | 季節運航                                          |                                                   |
| イタリア                                          | ミラノ                                            | ミラノ・マルペンサ国際空港                        |                                                   |                                                   |
| オランダ                                          | アムステルダム                                    | アムステルダム・スキポール空港                    |                                                   |                                                   |
| ポーランド                                        | ワルシャワ                                        | ワルシャワ・フレデリック・ショパン空港            |                                                   |                                                   |
| ルーマニア                                        | ブカレスト                                        | アンリ・コアンダ国際空港                          |                                                   |                                                   |
| ロシア                                            | サンクトペテルブルク                              | プルコヴォ空港                                    |                                                   |                                                   |
| ロシア                                            | モスクワ                                          | シェレメーチエヴォ国際空港                        |                                                   |                                                   |
| セルビア                                          | ベオグラード                                      | ベオグラード・ニコラ・テスラ空港                  |                                                   |                                                   |
| スペイン                                          | マドリード                                        | マドリード＝バラハス空港                          |                                                   |                                                   |
| スペイン                                          | マラガ                                            | マラガ＝コスタ・デル・ソル空港                    | 季節運航                                          |                                                   |
| スウェーデン                                      | ストックホルム                                    | ストックホルム・アーランダ空港                    |                                                   |                                                   |
| スウェーデン                                      | ヨーテボリ                                        | ヨーテボリ国際空港                                |                                                   |                                                   |
| スイス                                            | チューリッヒ                                      | チューリッヒ空港                                  |                                                   |                                                   |
| イギリス                                          | ロンドン                                          | ロンドン・ガトウィック空港                        |                                                   |                                                   |
| ウクライナ                                        | キエフ                                            | ボルィースピリ国際空港                            |                                                   |                                                   |
| ウクライナ                                        | オデッサ                                          | オデッサ国際空港                                  |                                                   |                                                   |
| トルコ                                            | イスタンブール                                    | アタテュルク国際空港                              |                                                   |                                                   |
| 南西アジア                                        |                                                   |                                                   |                                                   |                                                   |
| キプロス                                          | ラルナカ                                          | ラルナカ国際空港                                  |                                                   |                                                   |
| イスラエル                                        | テルアビブ                                        | ベン・グリオン国際空港                            |                                                   |                                                   |
| ヨルダン                                          | アンマン                                          | クィーンアリア国際空港                            |                                                   |                                                   |
| レバノン                                          | ベイルート                                        | ラフィク・ハリリ国際空港                          |                                                   |                                                   |
| シリア                                            | ダマスカス                                        | ダマスカス国際空港                                |                                                   |                                                   |
| 休・廃止路線                                      |                                                   |                                                   |                                                   |                                                   |
| タイ                                              | バンコク                                          | スワンナプーム国際空港                            |                                                   |                                                   |

## 保有機材

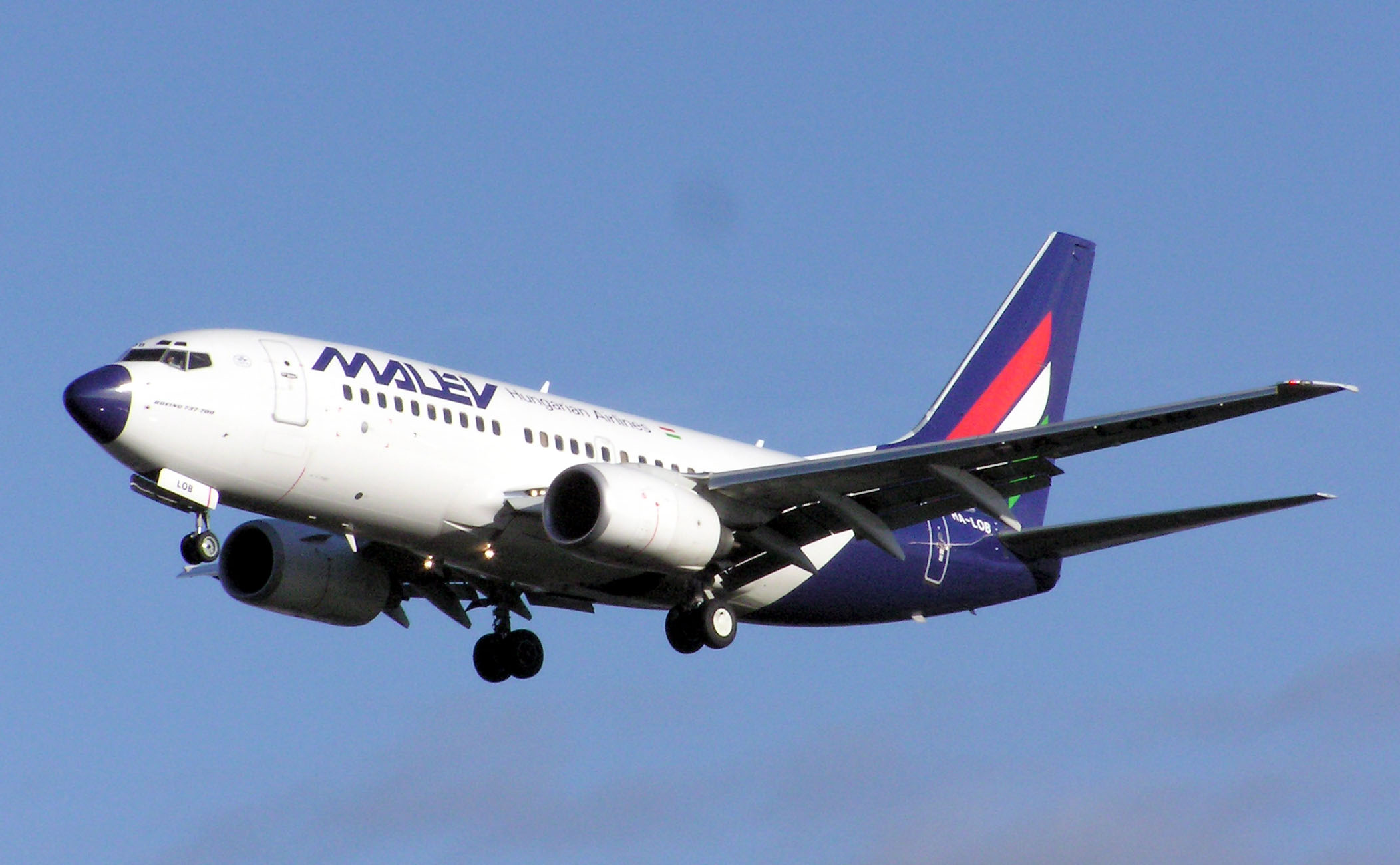
マレーヴ・ハンガリー航空
ボーイング737-700

マレーヴ・ハンガリー航空の機材は以下の航空機で構成されていた（2010年4月現在）：
- ボーイング737-600型機 6機
- ボーイング737-700型機 7機
- ボーイング737-800型機 5機
- ボンバルディアQ400 4機

かつては全ての機材がソ連製で、最初のジェット機導入も1968年のツポレフTu-134型機だったが、東欧革命の前年、1988年に初のアメリカ製旅客機としてボーイング737-200を導入した。最後のソ連製旅客機、ツポレフTu-154型機は2001年に退役した。